# Regencia de María Cristina de Borbón

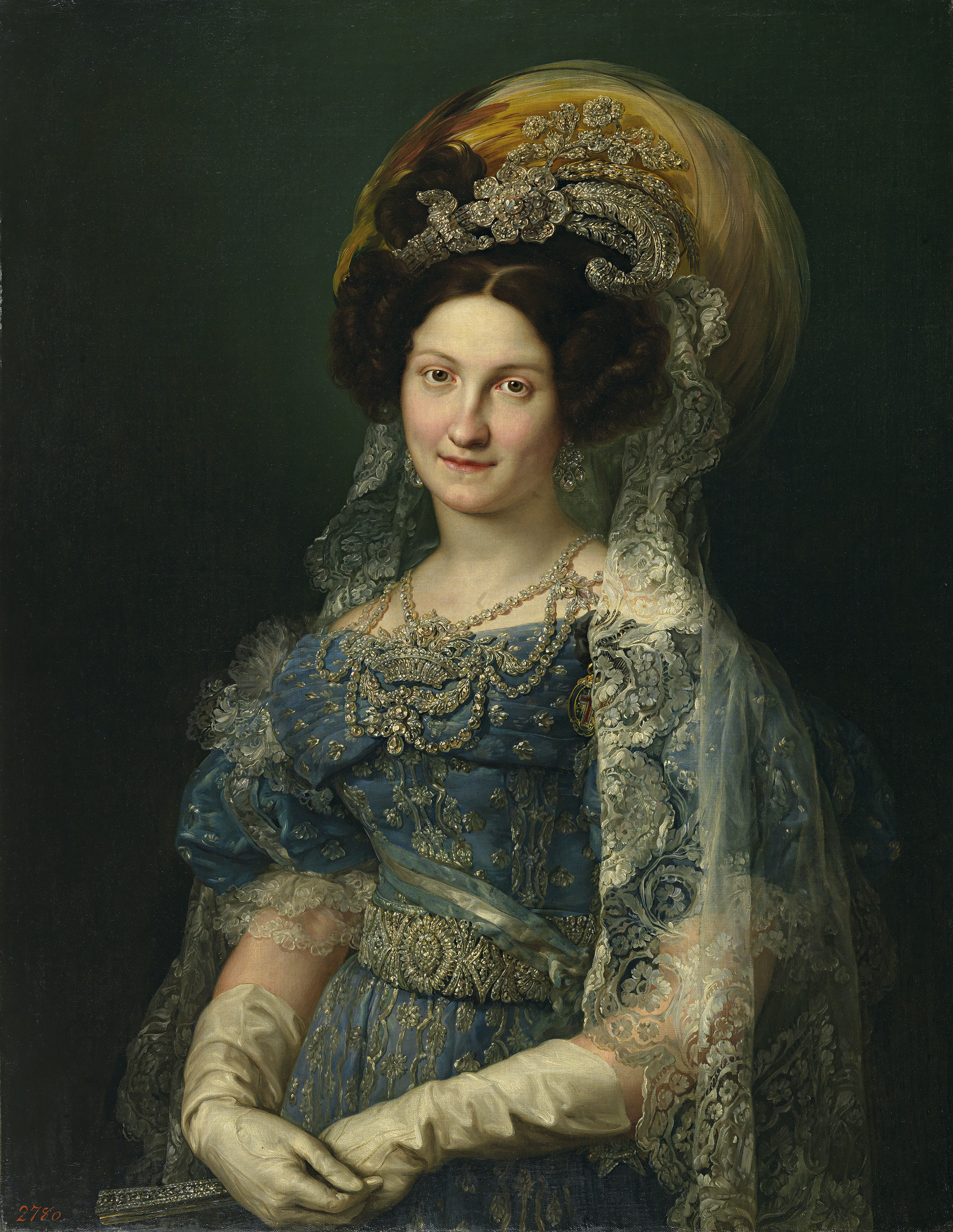
María Cristina de Borbón-Dos Sicilias retratada por Vicente López.

La regencia de María Cristina de Borbón constituye el primer período de la minoría de edad de Isabel II de España, durante el cual su madre María Cristina de Borbón-Dos Sicilias asumió las funciones correspondientes a la Corona (1833-1840) y tuvo que hacer frente a la primera guerra carlista desencadenada por los partidarios de Carlos María Isidro —hermano del rey Fernando VII, fallecido en septiembre de 1833—, quienes no reconocían la Pragmática Sanción de 1789, por la que las mujeres podrían reinar y que Fernando VII había hecho pública en marzo de 1830. Para contrarrestar a los carlistas, defensores del absolutismo, María Cristina debió hacer concesiones a los liberales, que a cambio apoyarían la causa de Isabel II; esto desembocaría en la Revolución liberal de 1835-1837, que puso fin al Antiguo Régimen y a la Monarquía absoluta. Tras el Trienio Moderado 1837-40 y el triunfo del bando «cristino» en la guerra carlista, los progresistas encabezaron la «revolución de 1840», que obligó a María Cristina a marchar al exilio, asumiendo la regencia el general Espartero.

## Antecedentes: el final del reinado de Fernando VII y el pleito sucesorio (1830-1833)

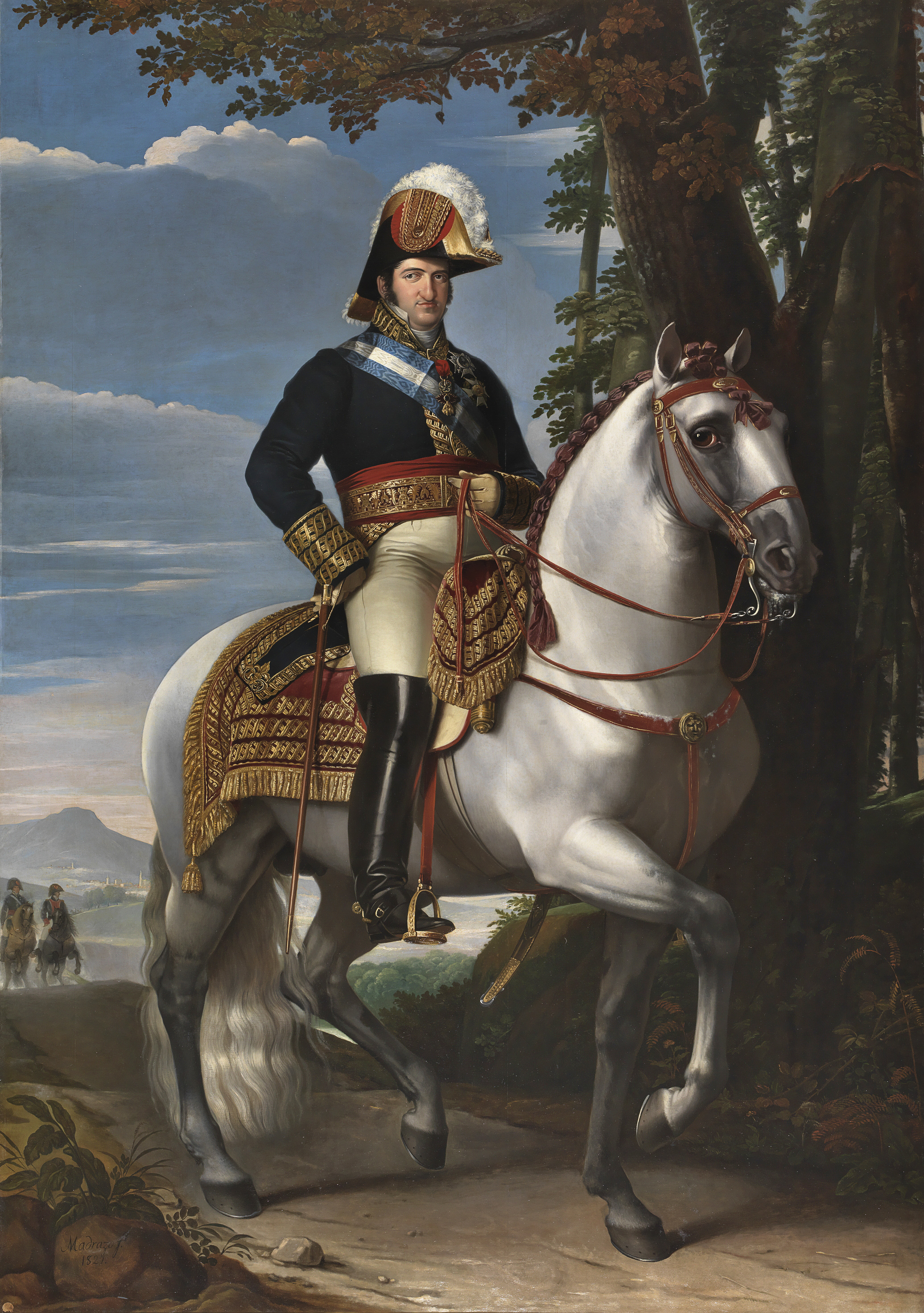
Retrato de Fernando VII a caballo, 1821, por José de Madrazo.

Así como en el Trienio Liberal (1820-1823) se produjo la diferenciación de los liberales entre «moderados» y «exaltados», durante la segunda restauración absolutista —conocida por los liberales como la «Década Ominosa» (1823-1833) y que constituiría el último periodo del reinado de Fernando VII—, fueron los absolutistas los que se dividieron entre «reformistas», partidarios de «suavizar» el absolutismo siguiendo las advertencias de la Santa Alianza —cuya intervención militar mediante los Cien Mil Hijos de San Luis había puesto fin en 1823 a la breve experiencia de monarquía constitucional del Trienio Liberal—, y «apostólicos» o «ultras», que defendían la restauración completa del absolutismo —incluido el restablecimiento de la Inquisición, que el rey Fernando VII, aconsejado por los absolutistas reformistas, no había repuesto tras su abolición por los liberales en 1820—. Los ultras tenían a su principal valedor en el hermano del rey, Carlos María Isidro de Borbón —heredero al trono, porque el rey, después de tres matrimonios, no había conseguido tener descendencia—, y por eso comenzaban a ser llamados «carlistas».

### La Pragmática Sanción y el nacimiento de Isabel
Tras la muerte el 18 de mayo de 1829 de su tercera esposa, María Josefa Amalia de Sajonia, Fernando VII anunció en septiembre que iba a casarse de nuevo. Según Juan Francisco Fuentes, «es muy posible que las prisas del rey por resolver el problema sucesorio tuvieran que ver con sus dudas sobre el papel que venía desempeñando en los últimos tiempos su hermano don Carlos [...] Sus continuos achaques de salud y su envejecimiento prematuro —en 1829 tenía tan sólo 45 años— debieron persuadirle de que se le estaba acabando el tiempo. Según su médico, Fernando hizo en privado esta confesión inequívoca: "Es menester que me case cuanto antes"». La elegida para ser su esposa fue la princesa napolitana María Cristina de Borbón-Dos Sicilias, sobrina de Fernando y veintidós años más joven que él. Se casaron el 10 de diciembre y, pocos meses después, Fernando VII hacía pública la Pragmática Sanción de 1789, aprobada al principio del reinado de su padre Carlos IV, que abolía el Reglamento de sucesión de 1713, una ley que impedía que las mujeres pudiesen reinar si existía un varón en la línea sucesoria, fuera en primer o en segundo grado. De esta forma, el monarca se aseguraba que, si por fin tenía descendencia, su hijo o hija le sucederían.
A principios de mayo de 1830, un mes después de la promulgación de la Pragmática, se anunció que la reina María Cristina estaba embarazada, y el día 10 de octubre nació una niña: Isabel. De este modo, Carlos María Isidro quedó fuera de la sucesión al trono, para gran consternación de sus partidarios ultraabsolutistas. Por otro lado, alentados por el triunfo de la revolución de 1830 en Francia —que dio paso a la monarquía constitucional de Luis Felipe de Orleans—, los liberales españoles exiliados organizaron y protagonizaron diversos pronunciamientos, todos ellos fracasados, para restablecer la Constitución de 1812 y poner fin a la Monarquía absoluta. El de mayor repercusión fue el pronunciamiento de Torrijos, en diciembre de 1831, que acabó con el fusilamiento de todos sus integrantes sin juicio previo; unos meses antes, había sido ajusticiada a garrote vil Mariana Pineda.

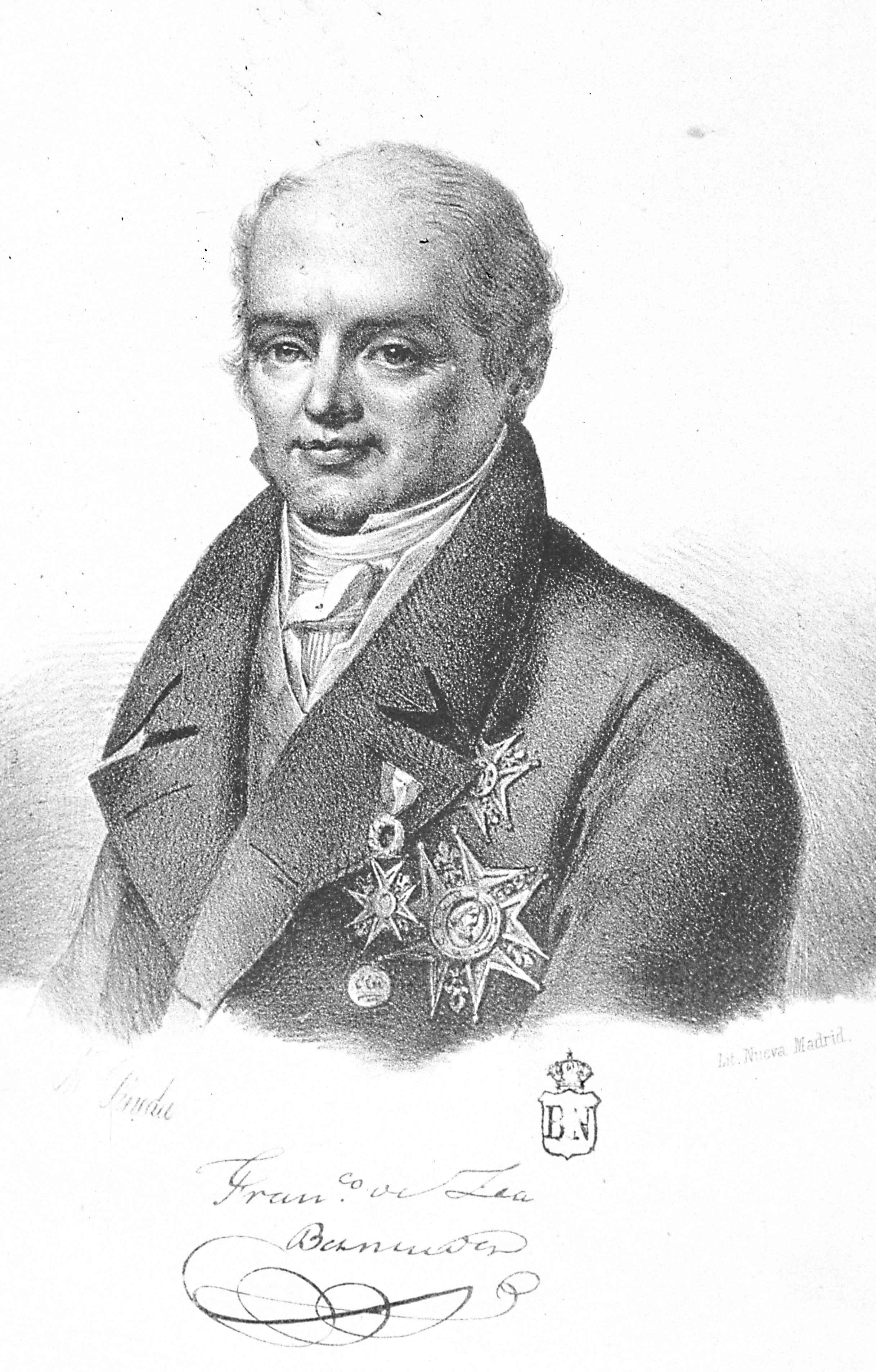
Francisco Cea Bermúdez, absolutista reformista, nuevo secretario de Estado a partir de octubre de 1832, tras los sucesos de La Granja.

### Los sucesos de La Granja de septiembre de 1832
Pero los carlistas no se resignaron a que la recién nacida Isabel fuera la futura reina e intentaron aprovechar su primera oportunidad con motivo de la enfermedad del rey Fernando, lo que dio lugar a los sucesos de La Granja de verano-otoño de 1832. El 16 de septiembre de 1832, se agravó la delicada salud del rey Fernando VII, convaleciente en su palacio de La Granja de San Ildefonso (Segovia). La reina María Cristina, presionada y engañada por los ministros ultras Francisco Tadeo Calomarde y el conde de Alcudia, y por el embajador del Reino de Nápoles —quienes le aseguraron que el Ejército no le apoyaría en su regencia cuando muriera el rey (e intentando evitar una guerra civil, según su propio testimonio posterior)—, influyó en su esposo para que revocase la Pragmática Sanción de 1789, hecha pública el 31 de marzo de 1830, que cerraba el acceso al trono a Carlos María Isidro. El día 18 de septiembre, el rey firmó la anulación de la Pragmática, por lo que el Reglamento de sucesión de 1713 que impedía el reinado de las mujeres volvió a estar en vigor. Pero, inesperadamente, el monarca recobró la salud y, el 1 de octubre, destituyó a los ministros carlistas. El 31 de diciembre, Fernando VII anuló el decreto derogatorio, que jamás se había publicado —pues el rey lo había firmado con la condición de que no se publicase hasta después de su muerte—, pero que los carlistas se habían encargado de divulgar. De esta forma, Isabel, de dos años de edad, volvía a ser la heredera al trono.

### El Gobierno de Cea Bermúdez: reformas, amnistía y conflicto
El nuevo Gobierno nombrado el 1 de octubre de 1832, encabezado como secretario de Estado por el absolutista reformista Francisco Cea Bermúdez y del que habían sido apartados los ultras, inmediatamente tomó una serie de medidas para propiciar un acercamiento a los liberales moderados; inició así una transición política, que tras la muerte del rey, continuaría la regencia de María Cristina. Reabrió las universidades, cerradas por el ministro Calomarde para evitar el «contagio» de la Revolución de julio francesa, y, sobre todo, promulgó una amnistía que permitía la vuelta a España de buena parte de los liberales exiliados. Además, el Gobierno creó el 5 de noviembre el nuevo Ministerio de Fomento, proyecto boicoteado por los ministros ultras. Por último, el 10 de noviembre destituyó a cinco capitanes generales ultraabsolutistas proclives al infante don Carlos por otros afines al Gobierno, que recibieron la orden de controlar —y desarmar si fuera necesario— a los voluntarios realistas.
A partir de su apartamiento del poder, los ultrabsolutistas, apoyándose en el Cuerpo de Voluntarios Realistas, se enfrentaron al nuevo Gobierno. El propio hermano del rey se negó a prestar juramento a Isabel como princesa de Asturias y heredera al trono, por lo que Fernando VII le obligó a que abandonase España. Así, el 16 de marzo de 1833, Carlos María Isidro y su familia se marcharon a Portugal. Meses después, el 29 de septiembre, moría Fernando VII, iniciándose una guerra por la sucesión a la Corona entre «isabelinos», partidarios de Isabel II —también llamados «cristinos», por su madre, que asumió la regencia—, y «carlistas», partidarios de su tío Carlos.

## Transición política y guerra civil (1833-1835)

### El inicio de la guerra carlista

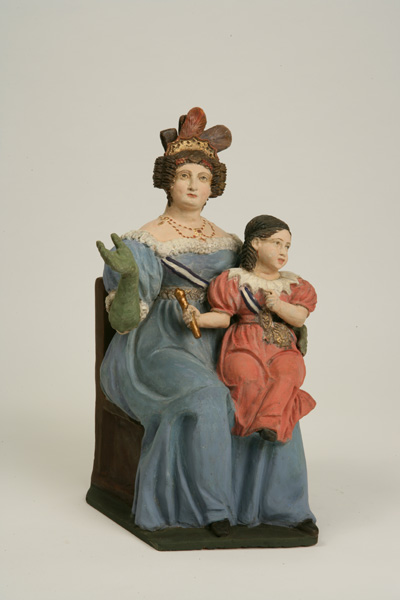
Figurilla contemporánea (1834) de María Cristina con Isabel II en brazos.

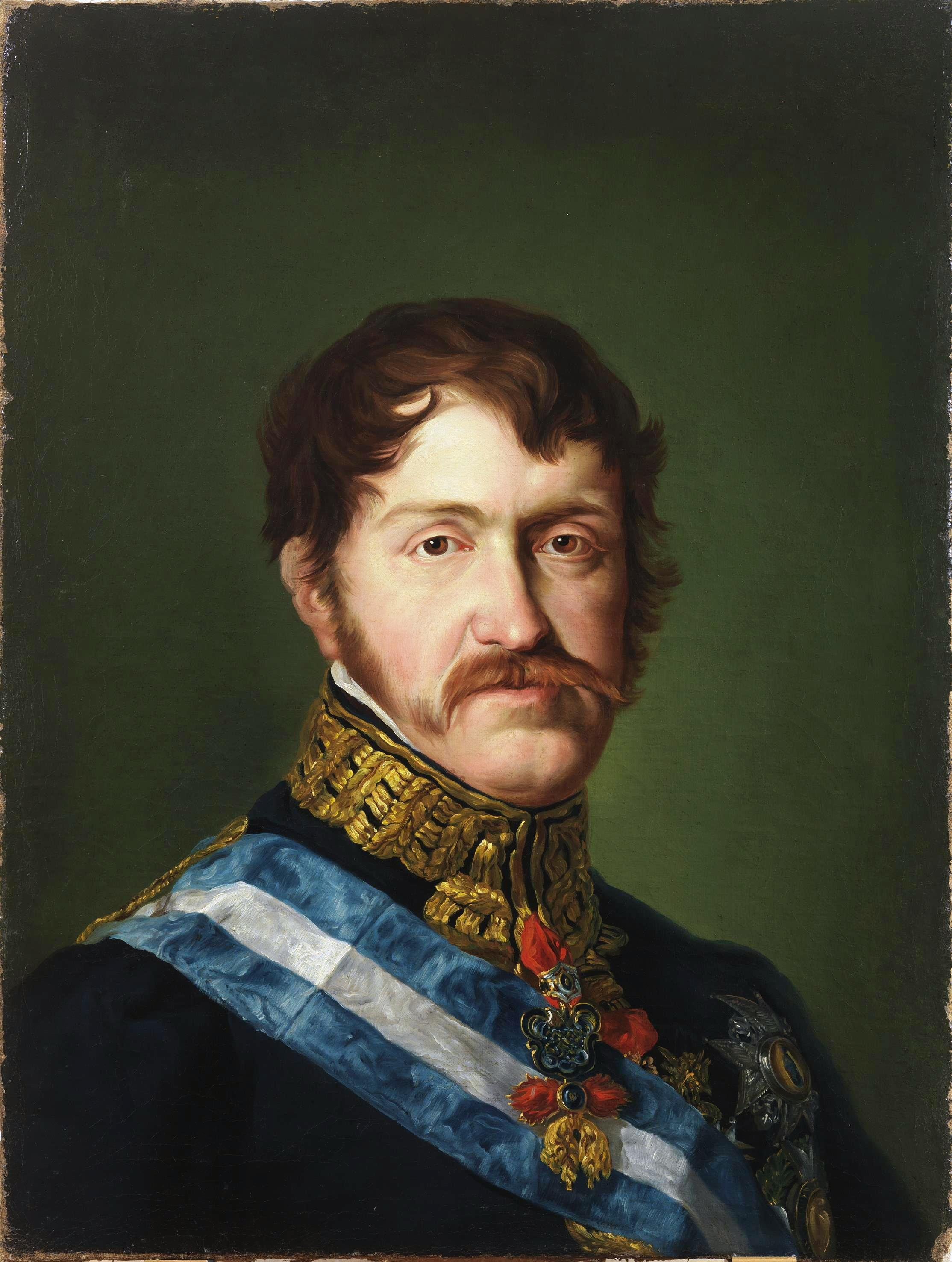
El Infante Don Carlos.

El 1 de octubre de 1833, Carlos María Isidro, hermano del recién fallecido Fernando VII, se autoproclamó rey con el título de Carlos V, sin reconocer a su sobrina Isabel como la nueva reina ni a su madre María Cristina de Borbón como regente o «Reina Gobernadora», tal como lo había determinado el testamento del rey difunto. Don Carlos —como le llamaban sus partidarios— hizo su llamamiento desde Abrantes, en Portugal:

¡Cuán sensible ha sido a mi corazón la muerte de mi caro hermano! [...] Pidamos todos a Dios le dé su santa gloria, si aún no ha disfrutado de aquella eterna mansión. [...] No ambiciono el trono; estoy lejos de codiciar bienes caducos, pero la religión, la observancia y cumplimiento de la ley fundamental de sucesión, y la singular obligación de defender las derechos de mis hijos y de todos mis amados consanguíneos, me esfuerzan a sostener y defender la corona de España del violento despojo que de ella me ha causado una sanción tan ilegal como destructora de la ley que legítimamente y sin alteración debe ser respetada. […] Desde el fatal momento en que murió mi caro hermano creí que se habrían dictado en mi defensa las providencias oportunas para mi reconocimiento; y si hasta aquel momento habría sido traidor el que lo hubiese intentado, ahora lo será el que no jure mis banderas. 1 de octubre de 1833.

Dos días después se produjo el primer levantamiento carlista en Talavera de la Reina (provincia de Toledo), protagonizado por el administrador de correos y los voluntarios realistas de la localidad. En las semanas siguientes, los partidarios de don Carlos organizaron partidas por diversas zonas del territorio, cuyo origen se remontaba en muchos casos a las partidas realistas del Trienio Liberal y a las ultraabsolutistas que habían actuado durante la Década Ominosa, ahora reforzadas por el Cuerpo de Voluntarios Realistas. Pero esta insurrección dispersa, que recurrió a la táctica de la guerrilla, solo se convertiría en una guerra civil —la primera guerra carlista— cuando las partidas se transformaron a lo largo de 1834 en un auténtico ejército, gracias a la incorporación al campo carlista de militares profesionales, entre los que pronto destacaría el coronel Tomás de Zumalacárregui. A partir de ese momento, el carlismo representaría una amenaza militar integrada por unos 40 000 combatientes, frente a los 45 000 del Ejército regular, ya que la mayoría de sus oficiales había permanecido fiel a la regente María Cristina y a la reina Isabel II, de tres años de edad.
Pero la guerra carlista fue mucho más que un pleito dinástico, porque lo que estaba en disputa era el tipo de régimen político y social que habría de regir España. Las filas carlistas estaban formadas por los absolutistas «intransigentes», que habían surgido en la década final del reinado de Fernando VII —con episodios como la Regencia de Urgel (1822) o la guerra dels Malcontents (1827)—; y los cristinos o isabelinos, por los absolutistas «reformistas», que muy pronto, ante la persistencia de la insurrección carlista —especialmente en el País Vasco y Navarra, pero también en Cataluña, Aragón y Valencia—, tuvieron que buscar el apoyo de los liberales moderados, de los que muchos habían vuelto del exilio gracias a la amnistía aprobada en octubre del 1832, tras los sucesos de La Granja.

### La sustitución de Cea Bermúdez por Martínez de la Rosa: el Estatuto Real de 1834

#### Inmovilismo o reformismo: Javier de Burgos y Martínez de la Rosa
La regente María Cristina confirmó en su puesto al frente del gabinete al absolutista reformista Cea Bermúdez. Este debía continuar con la política de despotismo ilustrado, para evitar los cambios políticos en profundidad que acabaran con los poderes absolutos del rey y con el «orden tradicional». Tal como lo expresó la regente en un manifiesto, escrito por Cea y hecho público el 4 de octubre:

Tengo la más íntima satisfacción de que sea un deber para mí conservar intacto el depósito de autoridad real que se me ha confiado. Yo mantendré religiosamente la forma y las leyes fundamentales de la Monarquía, sin admitir innovaciones peligrosas, aunque halagüeñas en un principio, probadas ya sobradamente por nuestra desgracia. La mejor forma de gobierno de un país es aquella a que está acostumbrado.

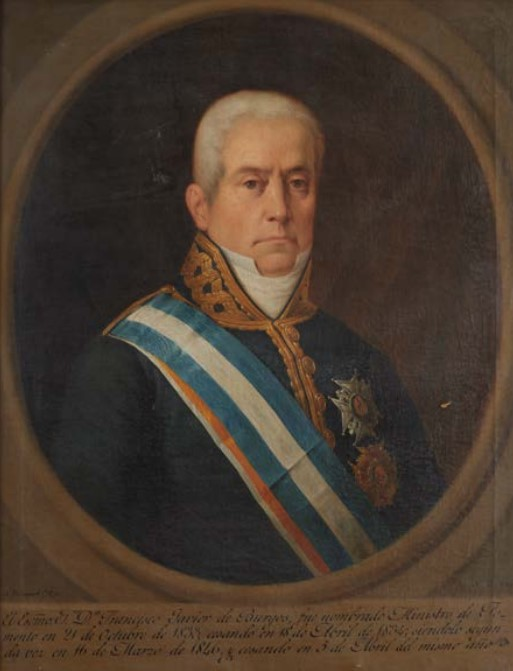
Javier de Burgos.

Frente al viraje inmovilista de Cea Bermúdez —quien consideraba que con la amnistía ya se habían hecho suficientes concesiones a los liberales—, Javier de Burgos, un afrancesado que desde el 21 de octubre ocupaba el nuevo Ministerio de Fomento, encabezaba el sector del Gobierno partidario de ir más lejos en la apertura política y llevar a cabo una «reforma desde arriba», que desmantelara algunos elementos del Antiguo Régimen y que, sin cuestionar los poderes absolutos de la Corona, introdujera un cierto sistema representativo. Precisamente Javier de Burgos fue el autor de la medida de mayor trascendencia histórica de aquel Gobierno: la nueva división provincial de España, aprobada por Real Decreto de 30 de noviembre de 1833, y que «sentó las bases de la Administración Pública española que recogería la centralización del Estado liberal».
Cada vez era más evidente que solo con reformas administrativas no podrían afrontar la amenaza del carlismo —y de los liberales retornados del exilio—, a causa, entre otras razones, del déficit creciente de la Hacienda y el consiguiente aumento de la deuda pública. Así, el 25 de diciembre de 1833, el capitán general de Cataluña, Manuel Llauder, cuya política preventiva de desarme de los voluntarios realistas —integrada, según él, por «la clase más abyecta del populacho»— había retardado la incorporación del Principado a la revuelta carlista, envió un manifiesto a la regente instándola a que destituyera al inoperante Cea Bermúdez, propuesta que fue secundada por el capitán general de Castilla la Vieja, Vicente Jenaro de Quesada. Siguiendo sus recomendaciones, el 15 de enero de 1834, María Cristina sustituyó a Cea Bermúdez por el liberal moderado Francisco Martínez de la Rosa, quien mantuvo a Javier de Burgos al frente del Ministerio de Fomento.
Fue precisamente Javier de Burgos quien, nada más formarse el nuevo Gobierno, comenzó la «reforma desde arriba» en el amplio ámbito de competencias de su Ministerio. De este modo, puso en práctica el programa económico liberalizador que había definido a finales de 1833 en las instrucciones a los subdelegados de Fomento (futuros gobernadores civiles). El 20 de enero de 1834 promulgó un decreto que implantaba la libertad de industria y suprimía el monopolio de la actividad artesanal de que gozaban los gremios, aunque no desaparecieron, para que sus miembros pudieran «auxiliarse recíprocamente en sus actividades», y siguieron vigentes aspectos como el aprendizaje y los exámenes de entrada —la disolución definitiva de los gremios no se produjo hasta dos años después, tras el triunfo de la revolución liberal—. Otro decreto del 29 de enero establecía la libertad de comercio, precedido por uno del día 20 que acababa con las ordenanzas que limitaban la actividad de los ganaderos. Todas estas medidas se correspondían con «las aspiraciones de unos sectores económicos que se convertirán en potencial sustrato sociológico de apoyo al régimen, entre ellos comerciantes, hombres de negocios o labradores, para los que la liberalización económica, la formación del mercado nacional y las desaparición de las trabas jurídicas del Antiguo Régimen era una cuestión imprescindible».

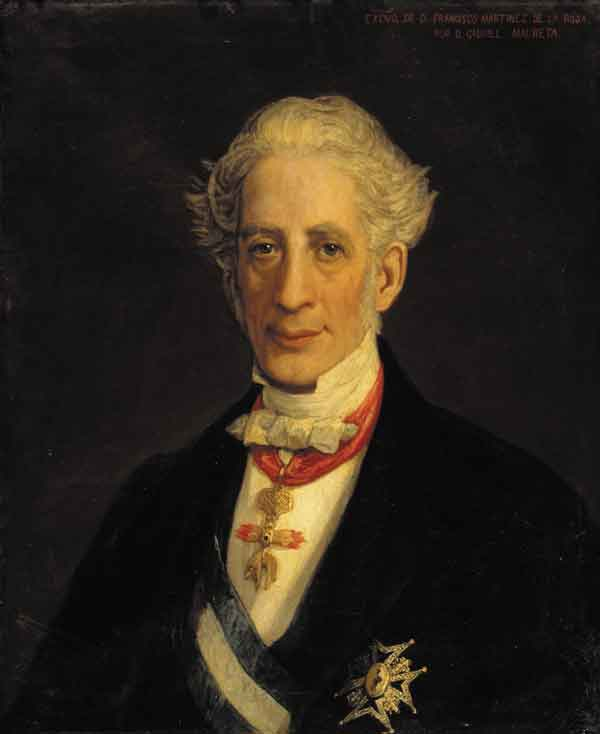
Francisco Martínez de la Rosa, en un cuadro conservado en el Ateneo de Madrid.

#### El Estatuto Real de 1834
En el terreno político, el proyecto del Gobierno de Martínez de la Rosa, apoyado por Javier de Burgos, fue iniciar una transición del absolutismo a un régimen representativo que, en palabras del también moderado marqués de Miraflores, consistía en «seguir el camino de las reformas empezadas, pero sin tratar lo más mínimo de variación de las formas de gobierno». De esa manera se pretendía resolver la contradicción existente en el bando cristino: que una monarquía absoluta buscara el apoyo de los liberales que pretendían transformarla en una monarquía constitucional. La pieza maestra de tal estrategia reformista fue la promulgación el 19 de abril de 1834 del Estatuto Real, una especie de carta otorgada por la que se creaban unas nuevas Cortes a medio camino entre las estamentales y las liberales, ya que estaban integradas por dos cámaras: un Estamento de Próceres —o Cámara Alta, a imitación de la Cámara de los Lores británica—, cuyos miembros no eran elegidos, sino que eran designados por la Corona de entre la nobleza y los poseedores de una gran fortuna; y un Estamento de Procuradores —o Cámara Baja, a imitación también de la Cámara de los Comunes británica—, cuyos miembros eran elegidos mediante un sufragio censitario muy restringido, que incluía a poco más de 16 000 personas sobre una población total de 12 millones de habitantes.
El Estatuto Real no era una Constitución, entre otras razones, porque no emanaba de la soberanía nacional, sino de la soberanía del monarca absoluto, que limitaba sus poderes por propia voluntad —siguiendo el modelo de la monarquía restaurada en Francia después de Napoleón con Luis XVIII y su Carta de 1814—. Con el Estatuto Real pretendían satisfacer a las dos partes en conflicto, tanto a absolutistas como a liberales; pero los primeros lo rechazaron, y los segundos lo vieron tan restrictivo que solo los más conservadores lo aceptaron. Además, su base social era muy limitada, pues las personas con derecho al voto solo representaban un 0,13% de la población española. Como han señalado Ángel Bahamonde y Jesús Martínez, el Estatuto era «el grado de representación que la Corona estaba dispuesta a consentir y el grado de apertura con que los liberales moderados o sectores reformistas estaban dispuestos a conformarse. Así se institucionalizaba la transición».

#### Alianza internacional contra el carlismo y el miguelismo
Por otro lado, en las mismas fechas en que se promulgó el Estatuto Real —abril de 1834—, el Gobierno de Martínez de la Rosa logró un importante apoyo internacional frente a la amenaza del carlismo con la firma del pacto de la Cuádruple Alianza entre España, Portugal, Gran Bretaña y Francia. En virtud de este, los dos últimos países se comprometían a colaborar en la lucha que España y Portugal mantenían contra los movimientos antiliberales del carlismo y el miguelismo, respectivamente. El pacto se completó en agosto con la firma de unos «artículos adicionales» que intensificaron la ayuda material y financiera para el sostenimiento del trono de Isabel II, y que incluía el envío de tropas voluntarias —entre 1835 y 1837, una legión auxiliar británica compuesta por 10 000 hombres combatiría a los carlistas en el País Vasco, mientras que Francia y Portugal enviaron pequeños contingentes—.

#### Prensa e imprenta: aparición de la opinión pública
Otro elemento clave de la transición política proyectada por el Gobierno fue el decreto sobre prensa e imprenta promulgado en enero de 1834 y completado con un reglamento específico en junio de 1834. En el preámbulo del decreto de enero se decía que se inspiraba, como la política general del Gobierno, en un término medio entre la «ilimitada libertad de prensa» y «las trabas y restricciones que ha sufrido hasta aquí». Así, aunque en el decreto se estipulaban las materias que serían objeto de censura previa, se produjo una eclosión de periódicos y de opiniones que ya se había iniciado en los años finales de la Década Ominosa; por ejemplo, en 1832 habían aparecido dos periódicos políticos de gran porvenir: El Vapor, de Barcelona, y El Eco del Comercio, de Madrid. Empezaron a destacar escritores y periodistas como Mariano José de Larra, Ramón Mesonero Romanos o Serafín Estébanez Calderón. Así hizo su aparición la opinión pública, en cuyo nombre «periódicos y periodistas liberales reclamaban un cambio político del que, a su juicio, el Estatuto Real debía ser el punto de arranque y no su meta final», como sí pensaba el Gobierno de Martínez de la Rosa.

#### La milicia y el pueblo
Asimismo, el Gobierno emprendió otras reformas, como la de la Administración civil y judicial del Estado que suprimió los consejos del Antiguo Régimen. Pero la que tuvo mayor trascendencia fue la reimplantación de la milicia, aunque no con el nombre de «milicia nacional» —como en el Trienio Liberal—, sino el de «milicia urbana», «para evitar que pareciera lisa y llanamente una vuelta al liberalismo». Se trataba de dotarse de un cuerpo de seguridad de voluntarios que sustituyera al de Voluntarios Realistas, que había sido desarmado a lo largo de 1833. El Gobierno estableció en el decreto de su creación del 16 de febrero de 1834 unos criterios muy estrictos para entrar en el cuerpo de los «urbanos», como fueron conocidos popularmente, para asegurarse que solo pertenecieran a él las clases medias propietarias y profesionales; no obstante, esto en absoluto evitó que se incorporaran muchos miembros de las clases populares urbanas —el pueblo por excelencia, en la terminología liberal de la época—, por lo que los urbanos iban a desempeñar un papel muy activo a favor del cambio en las crisis sociales y políticas que se produjeron en los meses y años siguientes.
El creciente protagonismo del pueblo —es decir, de las clases populares urbanas— se puso de manifiesto en la matanza de frailes en Madrid de julio de 1834. Entre los días 17 y 18 de julio, en medio de una terrible epidemia de cólera que azotaba a la capital, un rumor la achacó a que los frailes habían envenenado los pozos; el pueblo, enfurecido, asaltó diversos conventos y asesinó a 73 religiosos. Entre los inculpados hubo 26 militares y 23 urbanos, y solo en 6 de los 133 encausados su nombre iba precedido del título de don, que en aquella época «servía para marcar una clara línea divisoria cultural y, por tanto, social por debajo de la cual solían encontrarse las clases bajas sin instrucción».

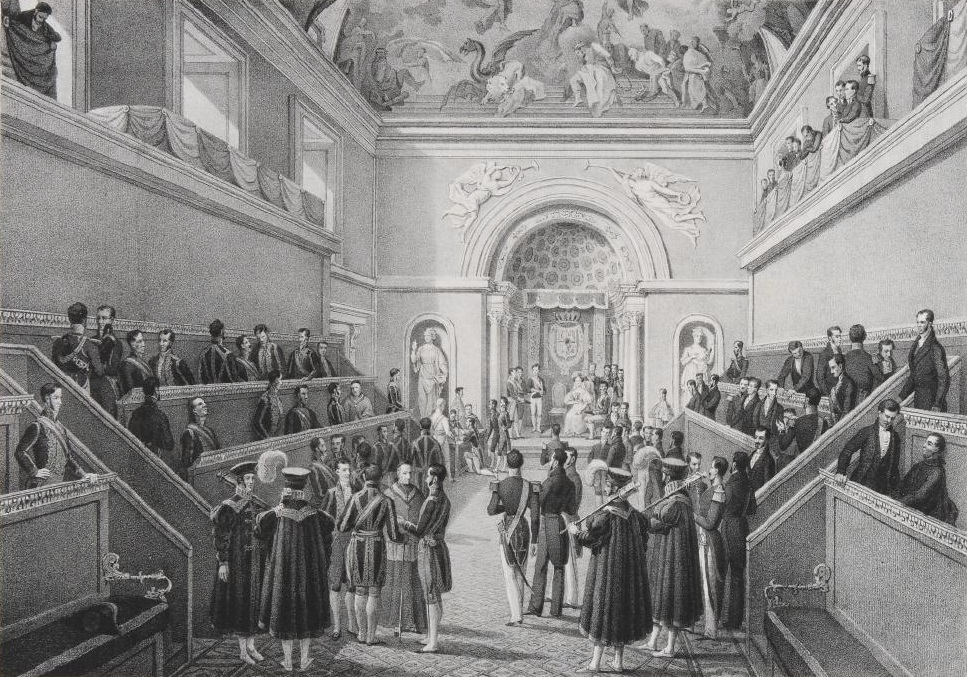
Apertura de las sesiones de las Cortes del Estatuto Real por la regente María Cristina de Borbón en el Casón del Buen Retiro el 24 de julio de 1834

#### Bloqueo de los procuradores y dimisión de Martínez de la Rosa
El 24 de julio de 1834, una semana después de la matanza, la regente María Cristina —fuertemente fajada para disimular su embarazo de cinco meses, fruto del matrimonio morganático que había contraído tres meses después de morir Fernando VII con el guardia de corps Agustín Fernando Muñoz y Sánchez, lo que comprometía la legitimidad de la causa isabelina—, inauguró las sesiones de las nuevas Cortes. El discurso de la regente, recibido con gran frialdad, dio lugar unos días después a una réplica del Estamento de Procuradores en la que denunciaban el «notable estado de depresión y de miseria» en el que se encontraba la nación como consecuencia del «sistema atrabiliario» del reinado anterior. De esta forma, se hizo evidente que la política de transición controlada que defendía el Gobierno de Martínez de la Rosa iba a encontrar una fuerte oposición en el Estamento de Procuradores, a pesar de que, según un observador de la época, 111 eran favorables al Gobierno y 77 estaban situados en la oposición que quería ir mucho más allá.
Estos últimos, entre los que había antiguos diputados en las Cortes del Trienio Liberal y que habían pasado varios años en el exilio, utilizaron el derecho de petición que les otorgaba el Estatuto para exigir al Gobierno, entre otras medidas, el reconocimiento de «los derechos políticos de los españoles» en los que se apoya «todo gobierno representativo». La respuesta del Gobierno fue disolver las Cortes con anticipación el 29 de mayo de 1835, finalizada una tormentosa sesión en el Estamento de Procuradores tras la cual Martínez de la Rosa «fue víctima de varios intentos de agresión por parte de grupos de exaltados». Pocos días después, Martínez de la Rosa dimitió.

### El Gobierno del conde de Toreno y las revueltas liberales del verano de 1835

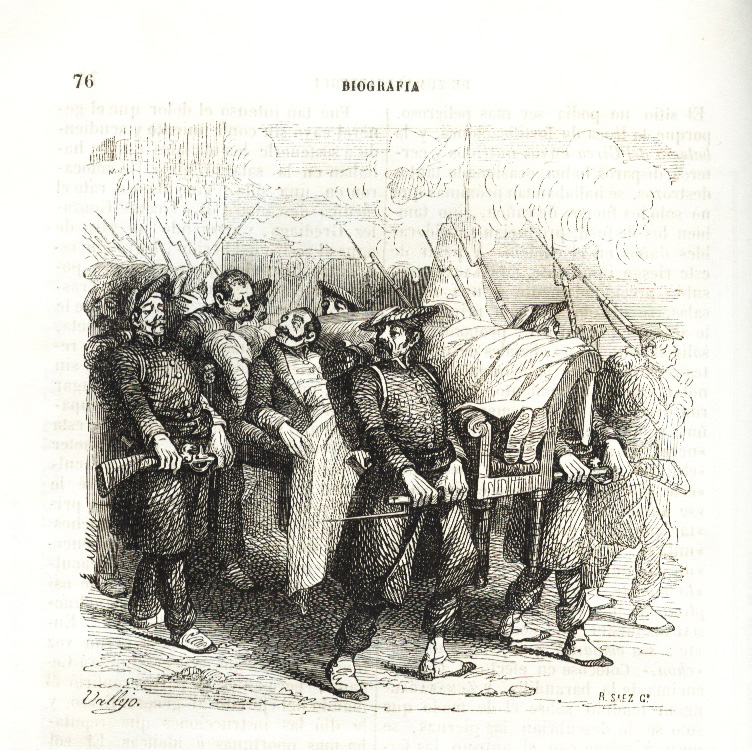
Zumalacárregui, herido, es traslado montado en un sillón.

La marcha de la guerra no era demasiado favorable a los cristinos, ya que las partidas carlistas del País Vasco y Navarra habían conseguido organizarse en un auténtico ejército gracias al coronel Tomás de Zumalacárregui —nombrado por don Carlos «mariscal de campo de mis Ejércitos»—. Las fuerzas carlistas habían llegado a dominar casi todo su territorio —excepto las cuatro capitales—, lo que permitió constituir allí un embrión de Estado carlista, a cuyo frente se puso el propio «rey» Carlos V, que entró en España cruzando la frontera francesa el 9 de julio de 1834. El siguiente paso que dieron los carlistas fue intentar tomar su primera ciudad importante, lo que daría al pretendiente un resonante triunfo militar y propagandístico. Así, en junio de 1835 se inicia el asedio de Bilbao, donde el día 24 morirá Zumalacárregui, quien paradójicamente se había opuesto a esta acción y había defendido el ataque a Vitoria como paso previo a una ofensiva en tierras castellanas. Sin embargo, el sitio de Bilbao fracasó, porque las tropas cristinas logran levantarlo el 1 de julio y, además, el día 16 consiguieron derrotar a los carlistas en la Mendigorría (Navarra), la mayor batalla de la guerra.

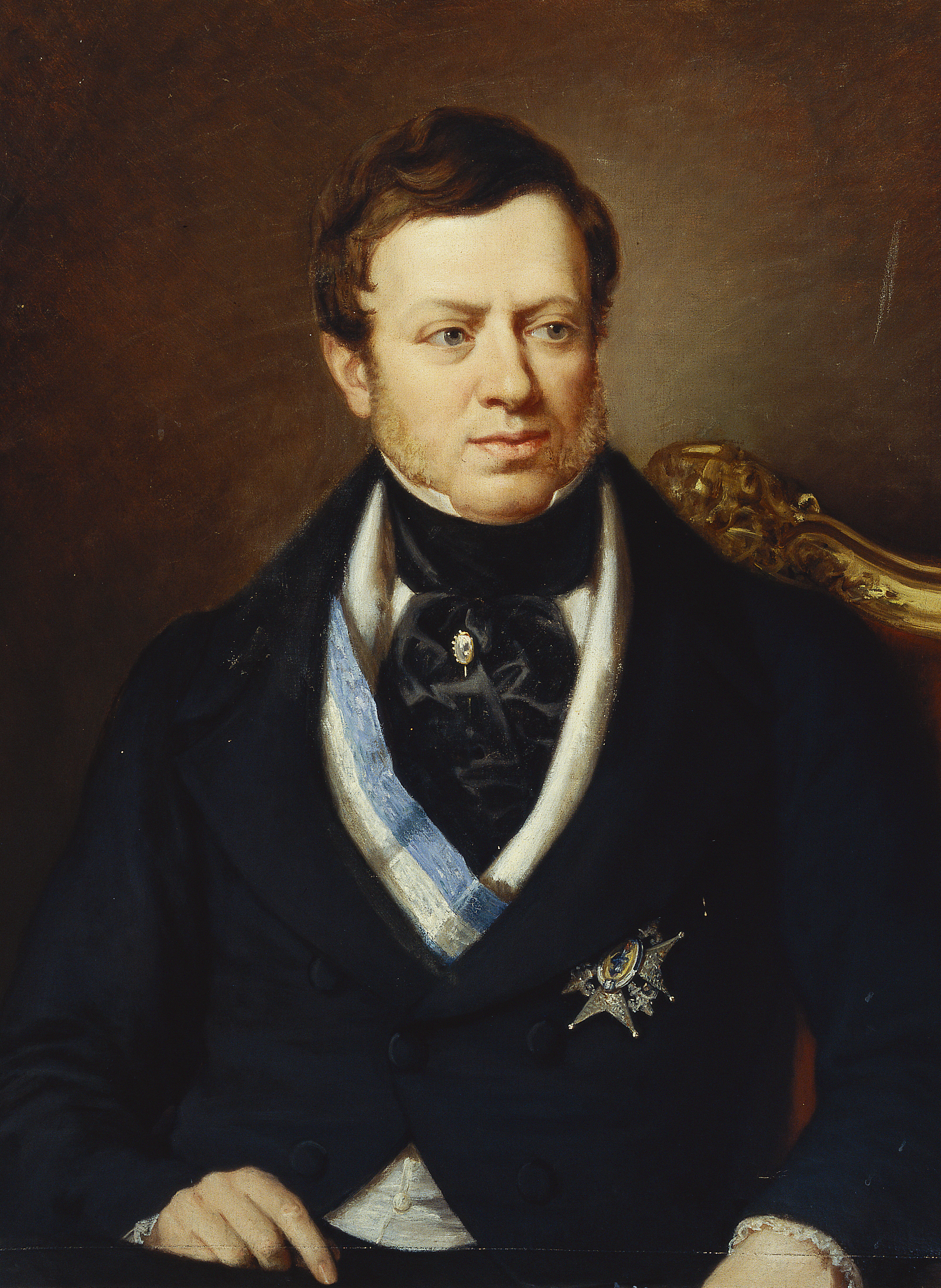
José María Queipo de Llano, VII conde de Toreno.

Los reveses iniciales en la guerra, junto con la dura oposición que encontró el Gobierno en el Estamento de Procuradores, obligaron a la regente a «abrir» más el régimen. En este sentido, el 6 de junio de 1835 nombró nuevo secretario de Estado con funciones de jefe de Gobierno al más liberal conde de Toreno, quien incluyó en su gabinete como ministro de Hacienda a Juan Álvarez Mendizábal, un liberal y financiero exiliado en Londres, próximo a los «exaltados» del Trienio Liberal. Según Juan Francisco Fuentes, «la promoción de Toreno al cargo de presidente del gobierno y el nombramiento de Mendizábal —ambos personajes de larga e inequívoca trayectoria liberal— suponían una clara aceleración del proceso de transición hacia el liberalismo iniciado tras la muerte de Fernando VII».
En julio de 1835 estallaron unos motines anticlericales en Cataluña, cuyos sucesos más graves se produjeron en Reus y en Barcelona, con quemas de conventos y asesinatos de frailes. Fueron seguidos de revueltas liberales y anticarlistas, que se extendieron por todo el país y que fueron acompañadas por la formación de juntas —como en 1808 y en 1820— que asumieron el poder de hecho y algunas mismo exigieron la convocatoria de Cortes Constituyentes. Así, los motines se transformaron en una insurrección política; pues, como afirmó el escritor y político liberal Manuel José Quintana a su amigo Lord Holland: las juntas son «el método que tenemos en España para hacer las revoluciones».
La extensión del movimiento juntero por todo el país provocó la caída del Gobierno del conde de Toreno el 14 de septiembre. Le substituyó Mendizábal, quien hacía pocos días que se había incorporado al gabinete después de un largo viaje desde Londres, pasando por París, Burdeos y Lisboa. En cuanto a las características y motivaciones del movimiento juntero del verano de 1835, Juan Francisco Fuentes destaca:

el protagonismo de la milicia como brazo armado de la revuelta, la naturaleza anticlerical de la violencia, el miedo al carlismo, la participación de las clases populares urbanas, algunas reivindicaciones económicas, como la supresión del impopular derecho de puertas, que gravaba la entrada de artículos de primera necesidad en las ciudades, y un programa de cambio político más o menos genérico, pero de claro signo progresista, como la petición de elecciones a Cortes constituyentes.

## La Revolución liberal (1835-1837)

### El Gobierno de Mendizábal (septiembre 1835-mayo 1836)

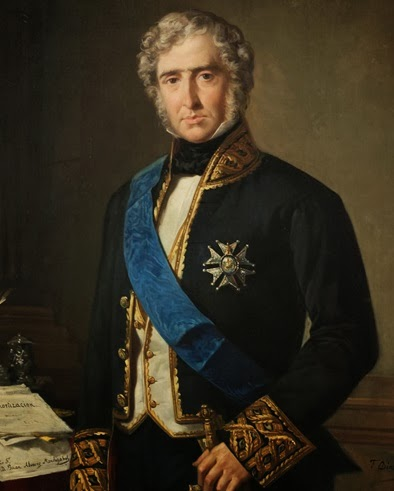
Juan Álvarez Mendizábal.

A raíz del cambio de Gobierno y de la convocatoria de elecciones a Cortes el 28 de septiembre por el nuevo Gobierno de Mendizábal, la mayoría de las juntas se desmovilizaron, aunque permanecieron expectantes y manteniendo su reclamación de que se convocaran «Cortes constituyentes que formen y establezcan un Código fundamental que fije los derechos y los deberes del pueblo español» —como proclamó la Junta de Jaén—, porque «los españoles no quieren parecer libres, sino serlo» —como declaró la Junta de Cádiz—. La fórmula que adoptó Mendizábal para disolver las juntas fue integrarlas en las diputaciones provinciales creadas por un decreto de 21 de septiembre.
En el manifiesto que dirigió a la regente María Cristina, Mendizábal no cuestionó el régimen del Estatuto Real, si bien advirtió que se proponía garantizar, junto con las «prerrogativas del trono», «los derechos y deberes del pueblo», y se fijó tres objetivos prioritarios: restablecer el «crédito público» (finanzas), solucionar «de una vez por todas» el problema «de los conventos y monasterios», y poner un «rápido y glorioso fin» sin ayuda extranjera «a esta guerra fratricida, que es la vergüenza e ignominia del siglo en que vivimos». El primer y tercer objetivos —el restablecimiento del «crédito público» y poner un «rápido y glorioso» fin a la guerra carlista— los vinculó estrechamente al segundo —la solución del problema de los conventos y de los monasterios—; así, decretó la desamortización de todos los bienes de las órdenes religiosas, ya que, con el dinero obtenido por su venta, el Estado obtendría los recursos que necesitaba para saldar la deuda y ganar la guerra.
La que sería conocida como la «desamortización de Mendizábal» comenzó con un decreto del 19 de febrero de 1836 que declaraba «bienes nacionales» las propiedades de los conventos y monasterios suprimidos por el Gobierno anterior del conde Toreno, que el 25 de julio de 1835 había ordenado el cierre los establecimiento religiosos con menos de doce profesos (la mayoría). Estos bienes nacionales serían vendidos en pública subasta, y el producto de su venta se aplicaría a la reducción de la deuda. La medida fue completada con los decretos del 5 y 9 de marzo de 1836, en los que se ordenaba la supresión de todos los conventos y monasterios; «legalizaba» así las exclaustraciones de facto llevadas a cabo por las juntas, pues en aquel momento solo quedaban abiertos una treintenta de los 2000 conventos que había en España. La exclaustración de las órdenes religiosas y la desamortización de sus bienes provocó una dura reacción de la Iglesia católica, que rompió relaciones con el Estado español —el nuncio o embajador de la Santa Sede en Madrid abandonó España—, pasándose muchos miembros del clero regular exclaustrados —y del secular— al bando carlista.
Sin embargo, las urgencias financieras del Estado no las afrontó Mendizábal con el producto de la desamortización, sino con nuevas operaciones de crédito en las bolsas extranjeras. También recurrió a aumentar la presión fiscal a base de repartimientos provinciales, lo que «no supuso una reorganización global y definitiva de la hacienda, que tendrá que esperar a los tiempos de Mon en la década siguiente». Además, adoptó otras medidas que suprimían instituciones y normas jurídicas del Antiguo Régimen, como las pruebas de nobleza o la Mesta.
Asimismo, Mendizábal retomó la tradición liberal del Trienio Liberal al rebautizar la milicia urbana como «Guardia Nacional», que en pocos meses duplicó su número para alcanzar la cifra de 400 000 hombres, y al rehabilitar la memoria de Rafael del Riego, cuyo pronunciamiento de 1820 había dado inicio al régimen y que había sido ajusticiado tres años después por orden de Fernando VII. Por otro lado, para acelerar el fin de la guerra, llamó a filas a 100 000 nuevos reclutas, aunque en realidad solo consiguió reunir la mitad. Hay que tener presente que a partir del verano de 1835, mientras en el País Vasco y Navarra se producía un relativo equilibrio de fuerzas entre carlistas y cristinos, se había consolidado un segundo núcleo carlista en tierras de Aragón, Valencia y el sur de Cataluña, a cuyo frente se encontraba el exseminarista Ramón Cabrera, el Tigre del Maestrazgo, y cuyo centro de operaciones estaba situado en Cantavieja (provincia de Teruel).
Sin embargo, su estilo personalista de gobierno —además de la cartera de Estado, que llevaba asociada la presidencia, había asumido las carteras de Hacienda, Guerra y Marina— hizo que creciera la oposición a Mendizábal en las Cortes y fuera de ellas, no solo entre el Partido Moderado, sino entre un importante número de procuradores que hasta entonces le habían respaldado —algunos tan destacados como Antonio Alcalá Galiano y Francisco Javier Istúriz—, como pudo comprobar cuando salió derrotada su propuesta de nueva ley electoral —los procuradores defendían la elección por distritos y no por provincias, como propugnaba Mendizábal—. La reacción de Mendizábal fue disolver las Cortes el 27 de enero de 1836 y convocar nuevas elecciones. Estas dieron un resonante triunfo a los mendizabalistas o exaltados —nombre que los vinculaba con los liberales exaltados del Trienio— y que enseguida fueron conocidos como «Partido Progresista» —nombre propuesto en mayo de 1836 por Salustiano de Olózaga y que fue aceptado por el resto de procuradores afines—. Pero pronto se comprobó que los progresistas estaban divididos, lo que, unido a los problemas financieros y a la prolongación de la guerra, provocaron la caída del Gobierno Mendizábal en mayo de 1836. El pretexto de la regente María Cristina para destituirlo fue su disconformidad con su propuesta de nombrar para algunos altos cargos militares a personas adictas al liberalismo, algunas de las cuales ya habían desempeñado funciones importantes durante el Trienio Liberal de 1820-1823. El 15 de mayo de 1836, la regente nombraba para sustituirle a Francisco Javier Istúriz, un antiguo progresista ahora próximo al moderantismo.

### La revolución de 1836: el restablecimiento de la Constitución de 1812
Como era de prever, en cuanto el 22 de mayo se presentó ante las Cortes, el Gobierno de Istúriz salió derrotado, por lo que la regente le otorgó el decreto de disolución para que convocara nuevas elecciones. Estas se celebraron a mediados de julio y —como también era de prever— supusieron un gran triunfo para el Gobierno, «consagrando así una regla que en la España liberal apenas tiene excepción: que las elecciones las gana siempre el gobierno que las convoca».
La respuesta de los progresistas fue iniciar una serie de revueltas populares en diversas ciudades, en muchos casos encabezadas por la Guardia Nacional, que se extendieron por todo el país y que estuvieron acompañadas de conatos de insurrección de algunas unidades militares. El 26 de julio, la milicia nacional de Málaga se sublevaba, seguida el día 28 por Cádiz y el 31 por Granada. A lo largo de las primeras jornadas de agosto se abrió una secuencia de levantamientos en Sevilla, Zaragoza, Huelva, Badajoz, Valencia o La Coruña, y en este sentido se pronunciaron unidades del Ejército del Norte, que culminó el día 13 con el pronunciamiento de la milicia nacional en Madrid, con apoyo militar. A esta situación de insurreccional liberal se sumó la expedición carlista dirigida por el general Miguel Gómez Damas que recorrió España aquel verano de 1836, sin que el Ejército cristino pudiera impedirlo, lo que aumentó el descrédito del Gobierno y encrespó aún más los ánimos de los liberales exaltados que se habían rebelado contra él.
Como en el verano anterior, formaron juntas revolucionarias que desafiaban la autoridad del Gobierno y que reclamaron abiertamente y de forma prácticamente unánime el restablecimiento de la Constitución de 1812. En ese contexto de rebeliones y de juntismo tuvo lugar el motín de La Granja de San Ildefonso del 12 de agosto, en el que un grupo de sargentos de la guarnición de Segovia y de la Guardia Real se sublevaron en el palacio de La Granja de San Ildefonso, donde se encontraba María Cristina, y obligaron a la regente a volver a poner en vigor la Constitución de Cádiz. Dos días después, nombraba un Gobierno liberal progresista, presidido por José María Calatrava, pero con Mendizábal de nuevo en la cartera de Hacienda. Fue el triunfo de la revolución liberal.

### El Gobierno Calatrava-Mendizábal: el fin del Antiguo Régimen y la Constitución de 1837

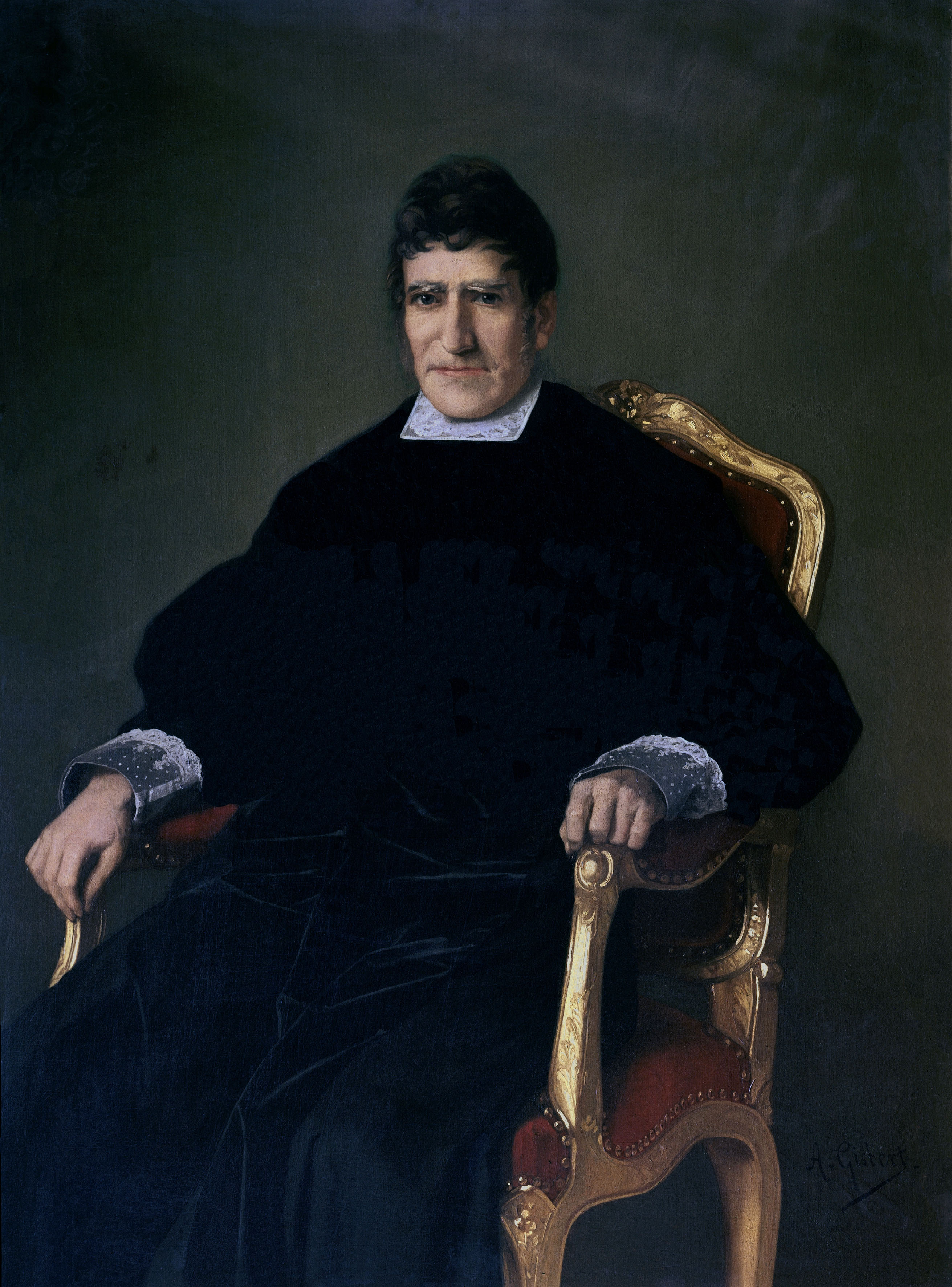
José María Calatrava por Antonio Gisbert, Madrid, Congreso de los Diputados.

La consecuencia más importante del motín de los sargentos en La Granja fue el restablecimiento de la Constitución de 1812, que puso fin a la «transición desde arriba» del régimen del Estatuto Real y volvió a abrir el proceso de la «revolución española»: iniciado en 1810 por las Cortes de Cádiz e interrumpido en 1814 por el golpe absolutista propiciado por el rey Fernando VII, retomado en el Trienio Liberal y de nuevo frustrado por el rey tras la intervención de los Cien Mil Hijos de San Luis en 1823. Con la Constitución de 1812 volvieron a entrar en vigor las leyes y decretos de las Cortes de Cádiz y del Trienio, con lo que se produjo la abolición definitiva del Antiguo Régimen en España.
El compromiso del nuevo Gobierno con la revolución española iniciada en 1810 estaba encarnado por su propio presidente José María Calatrava, que había sido diputado en las Cortes de Cádiz, ministro liberal exaltado en el Trienio Liberal y, a causa de ello, represaliado en las dos restauraciones del absolutismo. Así se restableció la legislación de las Cortes de Cádiz referente a los ayuntamientos y las diputaciones, y a la abolición de los gremios; junto a las leyes del Trienio Liberal de libertad de imprenta y de desvinculación, que abolía los mayorazgos. Asimismo, el Gobierno aprobó la supresión del diezmo en julio de 1837 y del régimen señorial al mes siguiente.
Sin embargo, tanto Calatrava como Mendizábal creían que la Constitución de 1812 tenía que ser reformada para adecuarla a un momento histórico completamente distinto del de veinticuatro años antes. Esa fue la principal tarea que acometieron las Cortes inauguradas en octubre de 1836, que habían sido convocadas por el Gobierno pocos días después de asumir el poder según la normativa electoral de la Constitución de Cádiz, bien diferente del Estatuto Real, ya que reconocía el sufragio universal masculino, aunque indirecto de tres grados —además, sus miembros electos volvían a ser llamados «diputados» y no «procuradores»—. El otro objetivo de la reforma fue, según Juan Francisco Fuentes, dotar al régimen constitucional de «una estabilidad de la que hasta entonces había carecido», lo que suponía que los progresistas, a pesar de que gozaban de una amplia mayoría en la Cámara, tenían que consensuar la reforma con el Partido Moderado para hacer posible su alternancia pacífica en el poder de los dos partidos dinásticos.

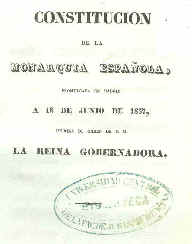
Portada de la Constitución de 1837.

Finalmente, las Cortes aprobaron una nueva Constitución, mucho más concisa que la de 1812, y que fue promulgada en junio de 1837, culminando así la construcción del nuevo orden social y político liberal del Nuevo Régimen. En la Constitución de 1837 se recogían los principales elementos del programa progresista: la soberanía nacional —aunque solo aparecía mencionada en el preámbulo, y no en el articulado—, la libertad de imprenta sin censura previa, la milicia nacional o el jurado para los delitos de imprenta. No obstante, en ella había dos concesiones importantes a los moderados: el bicameralismo —las Cortes estaban compuestas por el Congreso de los Diputados (Cámara Baja) y por el Senado (Cámara Alta)— y el reforzamiento de los poderes y prerrogativas de la Corona —que gozaba, por ejemplo, de la facultad de interponer el veto absoluto a las leyes (y no temporal, como en la Constitución de 1812)—. Otras cuestiones que separaban a progresistas y a moderados, como la amplitud del sufragio censitario, el funcionamiento de los ayuntamientos o el poder judicial, quedaron fuera de la Constitución para ser reguladas por leyes ordinarias.
Algunos destacados miembros del moderantismo reconocieron el carácter conciliador de la nueva Constitución de 1837. Nicomedes Pastor Díaz la llamó «transacción entre todos los partidos». Para José Posada Herrera era una «transacción legítima entre la Constitución de 1812 y el Estatuto Real». Y, en opinión de Francisco Martínez de la Rosa, el «áncora de esperanza para salvar la nave del Estado».

## El Trienio Moderado y el fin de la guerra carlista (1837-1840)

### La caída del Gobierno Calatrava y los carlistas a las puertas de Madrid
Desde el verano de 1835, los carlistas intentaron extender la guerra a nuevos territorios, aunque no consiguieron su objetivo. La más importante de las tres expediciones que realizaron fue la «Expedición Real», así llamada por estar encabezada en persona por don Carlos. El pretendiente partió de Navarra en mayo de 1837 al frente de 12 000 hombres, recorrió Cataluña y el Maestrazgo, incorporando a las fuerzas carlistas de la zona, llegó a las cercanías de Valencia y, a mediados de agosto, se plantó a las puertas de Madrid —Arganda y Vallecas—. Las motivaciones de la Expedición Real, a diferencia de las dos expediciones carlistas anteriores, eran más políticas que militares, ya que obedecían a los contactos mantenidos entre representantes de María Cristina —«inquieta» por los pasos de la Revolución liberal en España— y de don Carlos para poner fin a la guerra, y que fueron auspiciados por la corte de Nápoles, que simpatizaba con la causa carlista.
Al parecer, el acuerdo entre don Carlos y María Cristina consistía en la llamada «reconciliación dinástica» de las dos ramas de los Borbones mediante el futuro matrimonio de Carlos Luis de Borbón, hijo de don Carlos, con Isabel II, de seis años de edad. Josep Fontana afirma que María Cristina se había comprometido a ceder la corona a don Carlos, con tal de  que éste la librara de las garras de los revolucionarios, de ahí el «séquito de frailes y de cortesanos que le acompañaban para ocupar los puestos del gobierno y la administración una vez accediese al poder». Pero, cuando don Carlos llegó a las puertas de Madrid, la situación política había cambiado, puesto que el Gobierno progresista de Calatrava había caído, y la regente «esperaba reconducir la situación política por la vía moderada sin el recurso último al acuerdo con el pretendiente. A ello contribuyeron las presiones del general Espartero, contrario a este acuerdo y partidario de ventilar en un futuro el conflicto en términos militares: o bien por la fuerza de las armas o por un acuerdo entre generales de ambos bandos».
El Gobierno Calatrava había caído como consecuencia de una sublevación militar protagonizada por la brigada de Juan Van Halen, acantonada en Aravaca y perteneciente al ejército del general Baldomero Espartero, que exigió la dimisión del Gobierno arguyendo el impago de sueldos y problemas de ascensos. En aquel momento, 12 de agosto, no solo amenazaba Madrid la Expedición Real, sino una columna carlista mandada por el general Zaratiegui que, después de tomar y saquear Segovia, avanzaba desde el norte hacia la capital. El Gobierno dimitió, y la regente le ofreció la presidencia al general Espartero, que no aceptó, pero si logró controlar la situación y acabar con las amenazas de la Expedición Real y la del general carlista Zaratiegui, que tuvieron que regresar al norte sin haber conseguido sus objetivos. El 18 de agosto, en sustitución de Calatrava fue nombrado el moderado Eusebio Bardají, que inmediatamente convocó elecciones para el 14 de septiembre y dotarse así de unas Cortes afines.
La caída del Gobierno Calatrava se debió, según Ángel Bahamonde y Jesús A. Martínez, a «los apuros financieros, los reveses de la guerra, con su secuela de sueldos atrasados a militares y empleados públicos, las disensiones en el campo progresista y sobre todo porque sectores del moderantismo apoyados por la Regente, reforzada en su papel por la nueva constitución, que no ha olvidado los sucesos de La Granja, crearon el ambiente hostil a un gobierno que cerraba y simbolizaba el ciclo de 1812, por su trayectoria personal y el alcance de su política».
Las elecciones de septiembre de 1837 fueron las primeras celebradas bajo la Constitución de 1837 y según las normas de la nueva ley electoral aprobada el 20 de julio de 1837, que había vuelto al sufragio censitario —desechando el sufragio universal masculino aunque indirecto, consagrado en la Constitución de 1812—, con lo que el derecho al voto quedó reducido a los «propietarios». En las mismas, el Partido Moderado obtuvo una amplia mayoría; pero, debido a la división de los moderados en diversas facciones, el Gobierno de Eusebio Bardají solo duró tres meses, siendo sustituido el 16 de diciembre por el conde de Ofalia, antiguo colaborador de Francisco Tadeo Calomarde. Este duró hasta principios de septiembre de 1838, cuando tuvo que dimitir, entre otras razones, por el fracaso del levantamiento del sitio de Morella, asediada por los carlistas de Ramón Cabrera. Tras un breve gabinete presidido por el duque de Frías, el 9 de diciembre de 1838 ocupó la presidencia Evaristo Pérez de Castro, que ya había sido ministro moderado durante el Trienio Liberal; su Gobierno fue el de más larga duración del Trienio Moderado, pues duró más de año y medio, hasta el 27 de julio de 1840.
Según Juan Francisco Fuentes, los factores que determinaron la inestabilidad política del Trienio Moderado, a pesar de que los Gobiernos contaban con una mayoría moderada en el Parlamento, fueron:

las divisiones internas de los moderados, enfrentados en función de su aceptación o rechazo de la Constitución de 1837 y de los personalismos que presidían la vida interior del partido [...] Hay que considerar igualmente las continuas injerencias de la corona en la vida política y la sensación de los progresistas de ser injustamente marginados del poder.

### El Convenio de Vergara y la derrota del carlismo

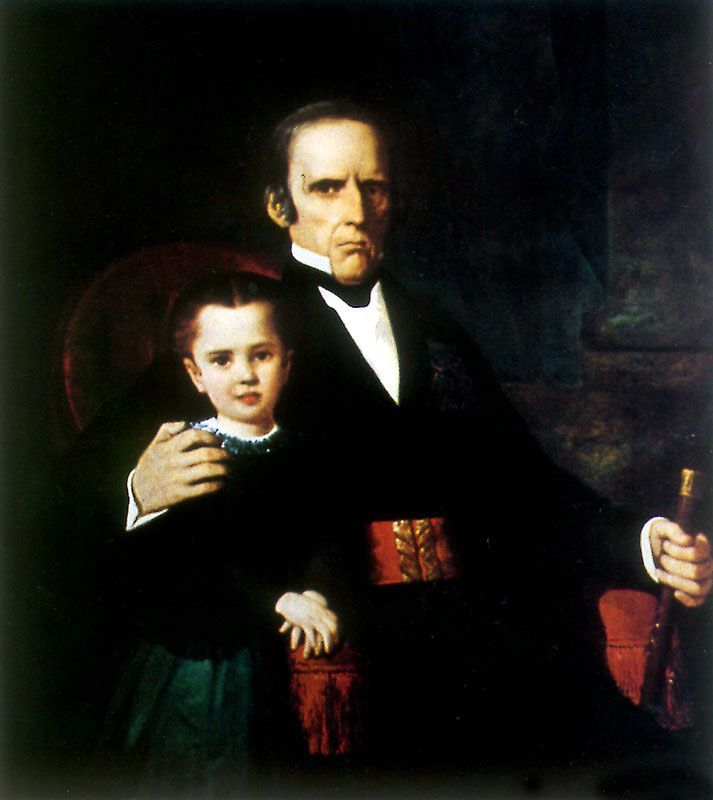
El general carlista Rafael Maroto.

Tras el fracaso de la Expedición Real del verano de 1837, el cansancio por la guerra y el agotamiento de los recursos provocó la división en las filas del carlismo en el País Vasco y Navarra entre los «transaccionistas» —los que ya no creían que podrían ganar la guerra y, por tanto, eran partidarios de llegar a algún tipo de pacto con los cristinos—, encabezados por el general Rafael Maroto; y los «apostólicos» —partidarios de resistir hasta el final—, que contaban con el apoyo del propio don Carlos. También entre las filas liberales se alzaron algunas (pocas) voces en favor de la salida negociada a la guerra, como el conde de Toreno, quien en un discurso ante las Cortes en enero de 1838 afirmó: «si con transacción y olvido se concluyese la guerra civil, conclúyase».
Paradójicamente, mientras cundía el desánimo en el País Vasco y Navarra, los otros dos núcleos carlistas —Aragón-Valencia y el interior de Cataluña— consolidaban y extendían sus posiciones. En Cataluña, a partir de la toma en julio de 1837 de Berga, donde se formó la Real Junta Superior Gubernativa del Principado de Cataluña, que regiría el territorio catalán dominado por los carlistas, básicamente el Pirineo y el pre-Pirineo. En Aragón y Valencia, con la toma de Morella por Cabrera en enero de 1838, que se convirtió en la nueva capital carlista de la zona y desde donde dirigió un incipiente Estado absolutista.
A principios de 1839 estallaron las tensiones en el País Vasco y Navarra entre los transaccionistas y los apostólicos. En febrero, se produjo el fusilamiento en Estella (Navarra) de varios oficiales acusados de urdir un complot contra Maroto. Don Carlos amagó con destituir al general, pero no tardó en dar marcha atrás, lo que supuso un reforzamiento de la autoridad de Maroto. En aquel mismo mes de febrero comenzaron los contactos entre Maroto, a espaldas del pretendiente, y el general Espartero, jefe del Ejército del Norte. El 25 de agosto, Maroto hacía pública su propuesta para llegar a un acuerdo, rebajando sensiblemente sus pretensiones iniciales. Dos días después, don Carlos lo destituía. Pero Maroto, que contaba con el apoyo de ejército carlista de Guipúzcoa y de Vizcaya, firmó un acuerdo con Espartero el 29 de agosto, sellado dos días después con el abrazo de ambos generales en la campa de Vergara (Guipúzcoa), y que pasaría a la historia como el «Abrazo de Vergara». Según los términos del acuerdo, el ejército carlista se rendía y, a cambio, se garantizaba a sus oficiales el derecho a incorporarse al Ejército de la Monarquía. Además, Espartero se comprometía a defender los fueros de Vizcaya, Guipúzcoa, Álava y Navarra ante las Cortes.
El Abrazo de Vergara no fue reconocido por Don Carlos ni por algunos miles de combatientes carlistas apostólicos, que cruzaron la frontera francesa acompañando a su rey el 14 de septiembre de 1839 con la esperanza de trasladarse a tierras catalanas y valencianas para seguir luchando, ya que ni la Junta de Berga, presidida por el conde de España, ni el general Cabrera habían aceptado el convenio firmado por el «traidor Maroto» —ni el resto de los dispersos y poco numerosos sublevados de otros territorios—.
El fin del bastión carlista vasco-navarro permitió concentrar la ofensiva de las tropas cristinas —unos 40 000 hombres mandados por el general Espartero— sobre los otros dos focos carlistas. A principios de mayo de 1840 ocupaban Cantavieja (Teruel) y el día 30 la «capital carlista» de Morella. Cabrera se replegó hacia Cataluña y, el 6 de julio de 1840, él y los últimos combatientes carlistas cruzaban la frontera francesa. La primera guerra carlista había terminado. Los 15 000 hombres que engrosaron el exilio carlista en Francia —en total, unos 26 000 en octubre de 1840— son una muestra no desdeñable de la fuerza del carlismo incluso en el momento de su derrota. Pueden verse también como semilla de un futuro resurgir de este movimiento contrarrevolucionario, como sucedería en 1846 y, sobre todo, en 1872.

## La «revolución de 1840» y el fin de la regencia de María Cristina

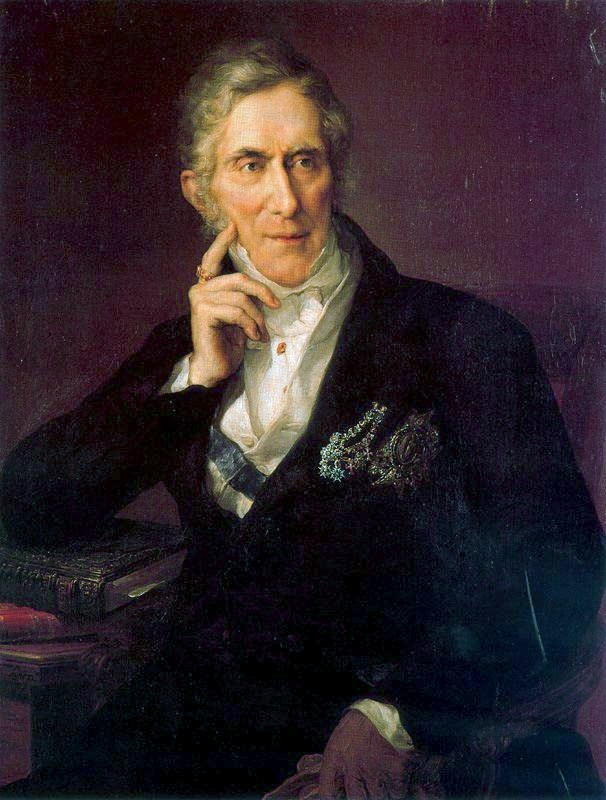
Evaristo Pérez de Castro, presidente del gobierno moderado que impulsó la ley de ayuntamientos de 1840.

La idea de la alternancia pacífica en el poder entre moderados y progresistas sustentada en la Constitución de 1837 se frustró cuando el Gobierno moderado de Evaristo Pérez de Castro, tras la victoria electoral de los progresistas en las elecciones de junio de 1839, no dimitió para dar paso a un nuevo gobierno de acuerdo con la mayoría de las Cortes. En lugar de esto, con la connivencia de la regente, primero suspendió las sesiones de las Cortes y, luego, las disolvió para convocar nuevas elecciones que en enero de 1840 —esta vez sí— le proporcionaron una mayoría moderada. El pretexto que adujo Pérez de Castro para disolver las Cortes fue que era necesario «consultar la voluntad nacional» en las nuevas circunstancias creadas por el Abrazo de Vergara.
La ruptura entre moderados y progresistas se agravó cuando el Gobierno de Pérez de Castro presentó ante las nuevas Cortes afines recién inauguradas un proyecto de ley de ayuntamientos. En él, además de recortar las competencias municipales, el nombramiento del alcalde correspondía al Gobierno, que lo escogería entre los concejales electos, de manera directa en las capitales de provincia y a través de los jefes políticos provinciales en los demás casos. De esta forma, el alcalde «pasaba de ser el representante popular a delegado del poder central».
Con esta ley, según Juan Francisco Fuentes, el Gobierno moderado pretendía «socavar el poder municipal y, con él, la influencia política de los progresistas», pues al mundo urbano «pertenecían sus principales apoyos sociales —clases medias, militares, periodistas, artesanos, masas populares...— y en él disfrutaba de un espacio público y una realidad cultural —ateneos, cafés, sociedades patrióticas y periódicos— propicios a la difusión de su discurso. Todo ello se traducía en un electorado relativamente fiel, pero también en formas de poder institucional que el progresismo manejaba con destreza, como los ayuntamientos y la milicia nacional». Por su parte, Jorge Vilches considera que la radical oposición de los progresistas a la ley de ayuntamientos se debió a la importancia que tenía la figura del alcalde en la elaboración del censo electoral —el ayuntamiento era el que daba las cédulas electorales— y en la organización, dirección y composición de la milicia nacional. Esto les hacía temer que sus posibilidades de acceder al Gobierno mediante las elecciones serían prácticamente nulas, además de que se pondría en manos de los moderados la milicia, cuya existencia para los progresistas era esencial con vistas a la «vigilancia de los derechos del pueblo». Josep Fontana afirma que la ley de ayuntamientos «estaba pensada para debilitar los apoyos populares con que contaban los progresistas» e impedir así que «pudieran volver en el futuro al poder».
Los progresistas alegaron que el proyecto del Gobierno era contrario al artículo 70 de la Constitución —«Para el gobierno interior de los pueblos habrá Ayuntamientos, nombrados por los vecinos, a quienes la ley conceda este derecho»—, por lo que recurrieron a la presión popular durante el debate de la ley. Una algarada en Madrid terminó con la invasión de las tribunas del hemiciclo del Congreso de los Diputados, desde donde se gritó e insultó a los moderados. Y, cuando la ley fue aprobada el 5 de junio sin admitir sus enmiendas, optaron por el retraimiento y abandonaron la Cámara, con lo que cuestionaron la legitimidad a las Cortes. Inmediatamente, los progresistas iniciaron una campaña desde la prensa y desde los ayuntamientos para que la regente María Cristina no sancionara la ley bajo la amenaza de no acatarla —es decir, bajo la amenaza de la rebelión— y, cuando vieron que la regente estaba dispuesta a firmarla, dirigieron sus peticiones al general Baldomero Espartero, el personaje más popular del momento tras su triunfo en la guerra contra los carlistas y que se mostraba más próximo al progresismo que al moderantismo, para que evitara la promulgación de esa ley contraria al «espíritu de la Constitución de 1837». La enorme popularidad de la que gozaba Espartero —el «pacificador de España»— se puso de manifiesto cuando se produjo su entrada triunfal en Barcelona el 14 de junio de 1840.
La regente se trasladó entonces con Isabel a Barcelona en unas pretendidas vacaciones para aliviar las dolencias dermatológicas de la niña y se entrevistó con Espartero. Este, para aceptar la Presidencia del Consejo de Ministros, exigió que María Cristina no sancionara la ley de ayuntamientos; así que, cuando el 15 de julio de 1840 firmó la ley, porque dar marcha atrás en algo que ya había anunciado públicamente que iba a hacer supondría el sometimiento a Espartero, éste le presentó la renuncia de todos sus grados, empleos, títulos y condecoraciones. El Gobierno de Pérez de Castro dimitió el 18 de julio, siendo sustituido el 28 de agosto, después de tres fugaces gabinetes, por otro moderado presidido por Modesto Cortázar.
En Barcelona y Madrid se sucedieron los altercados entre moderados y progresistas, entre partidarios de la regente y de Espartero. En esta situación, María Cristina no consideró conveniente permanecer en una Barcelona regida por los progresistas y donde no había encontrado el apoyo que esperaba, y se trasladó a Valencia. Espartero trató de aparentar que defendía a la regente, con lo que el 22 de julio dictó un bando en el que declaraba el estado de sitio en Barcelona, que fue levantado el 26 de agosto.
A partir del 1 de septiembre de 1840 estallaron revueltas progresistas por toda España, en las que se formaron juntas revolucionarias que desafiaron la autoridad del Gobierno. La primera en constituirse fue la de Madrid, encabezada por el propio Ayuntamiento, que publicó un manifiesto en el que justificaba su rebelión como una defensa de la «amenazada» Constitución de 1837 y donde exigían que se suspendiera la promulgación de la ley de ayuntamientos, se disolvieran las Cortes y se nombrara un Gobierno «compuesto por hombres decididos». En seguida se formó una Junta Central presidida por el concejal del ayuntamiento de Madrid, Joaquín María López, exministro del Gobierno progresista de Calatrava y expresidente de las Cortes elegidas en 1837.

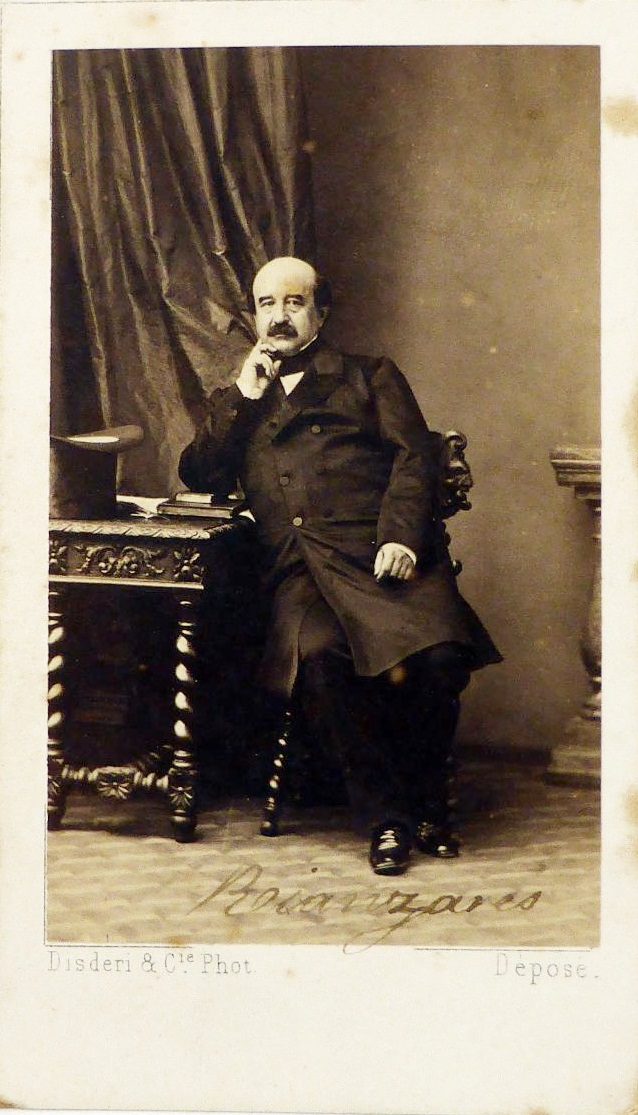
Agustín Fernando Muñoz y Sánchez, marido morganático de la regente María Cristina de Borbón.

El 5 de septiembre, María Cristina ordenó desde Valencia al general Espartero que marchara a Madrid para que acabara con la rebelión —que sería conocida también como la «revolución de 1840»—, pero éste «se negó con buenas palabras, que contenían, en el fondo, todo un programa político: la reina debía, en su opinión, firmar un manifiesto en el que se comprometiera a respetar la Constitución, a disolver las Cortes (moderadas) y a someter a las que fueran elegidas a la revisión de las leyes aprobadas en la última legislatura, entre ellas, se sobreentiende, la Ley de Ayuntamientos". Diez días después María Cristina no tuvo más remedio que nombrar presidente del gobierno al general Espartero "en la esperanza de frenar la marea revolucionaria que se había apoderado del país».
El general Espartero, tras su nombramiento, se dirigió a Madrid donde negoció con la Junta Central el final de la rebelión. A continuación, viajó a Valencia para presentar a la regente el Gobierno que había designado el 8 de octubre y el programa que iba a desarrollar.
La entrevista en Valencia entre Espartero y María Cristina de Borbón tuvo lugar el 12 de octubre de 1840 y, durante la misma, María Cristina le comunicó su decisión de abandonar la regencia y de dejarle el cuidado de sus hijas: Isabel II y su hermana Luisa Fernanda de Borbón. Según Juan Ignacio Fuentes, «a estas alturas, la intención de Espartero y los notables del partido progresista era forzar a María Cristina a compartir la regencia... De ahí la sorpresa del general y sus ruegos para que reconsiderara su postura». Sin embargo, Jorge Vilches afirma que la intención de Espartero y de los progresistas era que María Cristina renunciara a la regencia; como prueba, aporta un escrito que envió Espartero a la regente en el que se decía:«Hay Señora, quien cree que Vuestra Majestad no puede seguir gobernando la nación, cuya confianza dicen ha perdido, por otras causas que deben serle conocidas mediante la publicidad que se les ha dado», en referencia al matrimonio secreto de María Cristina con Agustín Fernando Muñoz y Sánchez, contraído tres meses después de la muerte de su esposo, el rey Fernando VII.
El 12 de octubre de 1840, María Cristina de Borbón firmaba su renuncia a la regencia —y la convocatoria de elecciones— y el 17 de octubre embarcaba en Valencia rumbo a Marsella, para iniciar un exilio —«voluntario» según Juan Francisco Fuentes; «forzado» según Jorge Vilches— que iba a durar tres años. Según Josep Fontana, María Cristina «rechazó en Valencia las condiciones que se le exigían y decidió renunciar a la regencia y exiliarse en Francia, no para retirarse de la política, sino para conspirar desde allí con más seguridad», como lo puso en evidencia el fracasado pronunciamiento moderado de 1841, instigado por ella.